# Käringtjärnen (Nås socken, Dalarna)
Käringtjärnen är en sjö i Vansbro kommun i Dalarna och ingår i Dalälvens huvudavrinningsområde.